# باندار لامبونج
باندار لامبونج (بالإنجليزية: Bandar Lampung)‏ هي مدينة في إندونيسيا، تتبع لامبونغ، هي عاصمة لامبونغ، بلغ عدد سكانها 1166761 نسمة، رمزها البريدي هو 35154.

## أعلام
- سري مولياني إندراواتي